# Epix (förlag)
Epix eller Epix förlag är vardagliga benämningar på tre olika svenska serieförlag (bolag) som framför allt givit/ger ut vuxenserier. De tre förlagen har innehaft namnet Epix efter varandra, och förläggare för alla tre är/har varit Horst Schröder. Därför betraktas de tre förlagen ofta som ett och samma. Grundandet av det första förlaget skedde 1982 (var då känt som Medusa). De olika förlagen under "Epix-etiketten" har i flera decennier tillhört de viktigaste svenska introduktörerna av nya seriegenrer, med tonvikten lagd på vuxenserier av kontinentaleuropeiskt snitt. Under senare år har utgivning av seriealbum kompletterats av ett växande antal bilderböcker, ofta riktade till en yngre publik.

## Historik – tre olika förlag
För mer om förlagshistoriken, se även Horst Schröder
Epix är som förlag betraktat inte ett utan tre olika förlag (bolag), alla tre med Horst Schröder som utgivare. Under perioden 1984–1993 rörde det sig om RSR Epix AB som grundades för att ge ut serietidningar och startade med Epix och Pox. Förlaget kompletterade sin växlande tidningsutgivning med utgivning av olika albumtidningar och albumkollektioner; dessa var ofta betitlade efter förlagets tidningar (som Tungmetall presenterar efter Tung Metall och Studio Epix efter Epix). S:et i RSR stod för Schröder, medan de två R:en motsvarade initialerna till de två andra ursprungliga grundarnas (efter)namn. Förlagets utgivning upphörde under 1993, i samband med bland annat distributionsproblem (se Horst Schröder). För att få resurser att satsa på verksamheten gick Epix vid årsskiftet 1989/1990 ihop med Pandora Press och Atlantic Förlags AB. Epix' tidningar skulle produceras av RSR Epix men ges ut av Atlantic. 1991 var dock Epix' tidningsutgivning tillbaka i egen regi, efter att samarbetet inte gett de tänkta fördelarna.
1993–2002/2003 stod Epix (förlag) för Epix Förlags AB (Epix Förlags Aktiebolag). Detta var det nya namnet på det förlag som Horst Schröder grundat 1982 och som under tio års period var känt som Medusa (i kolofoner och på brevadresseringar som Medusa Förlag Horst Schröder AB, i legala papper Horst Schröder Aktiebolag). Förlaget började sin verksamhet med svart-vita seriealbum – i första hand serieantologier av vuxenserier från Europa och USA. Sedan RSR Epix AB startats, med dess utgivning av tidningar och album av standardstorlek, koncentrerades Medusas utgivning länge till svenska originalseriealbum eller större seriealbumutgåvor (se serieroman). Åren runt 1990 sköttes dock "Medusa-utgivningen" av RSR Epix, där Medusa endast under ett antal år fungerade som en förlagsetikett hos RSR Epix AB. Under perioden som Epix Förlags AB fortsattes den utgivningen, om än i något mer begränsad skala, och det kompletterades med enstaka utgivningar av erotiska seriealbum (se även Velvet/Topas).
Sedan 2002/2003 står Epix (förlag) för Epix Bokförlag AB. Det nya förlaget fortsatte i princip utgivningen från Epix Förlags AB och har årligen givit ut ett (drygt) halvdussin albumutgåvor. Under 2010-talet har man dessutom kompletterat sin serieutgivning med barn- och bilderböcker, ofta med serieanknytning. Bland de publicerade namnen finns Neil Gaiman, Dave McKean och Joann Sfar.
2014/2015 ägnades det 30-årsjubilerande förlaget (räknat från 1984) en utställning på Serieteket i Stockholm.

## Betydelse
Under ett knappt årtionde var förlaget (i antalet titlar räknat) ett av de största svenska serieförlagen. Man satsade framför allt på nyare tecknade serier av en kontinentaleuropeisk, "vuxen" typ och stod där för något helt eget på den svenska seriemarknaden. Redan i slutet av 1980-talet hade övriga svenska serieförlag minskat eller upphört med sin utgivning av europeiska albumserier. Efter RSR Epix' nedläggning minskade den ytterligare. Några år senare återhämtade sig den svenska serieutgivningen något, i samband med mangavågen, men även denna har nu i början på 2010-talet mer eller mindre dött ut.
Förnyad aktualitet har Schröders utgivning fått genom att han 2013 planerar att ge ut Alan Moores och Melinda Gebbies seriebok Lost Girls. Serien innehåller bland annat minderåriga i sexuella situationer, ett faktum som gjort den ytterst kontroversiell i ett Sverige där "Mangamålet" 2010–2012 ledde till en omfattande debatt kring konstens frihet och dess begränsningar.

## Tidningsutgivning
Förlaget, det vill säga RSR Epix AB (se ovan), gav mellan 1984 och 1992 ut ett stort antal serietidningar med olika livslängd. Man tvingades 1992/1993 helt avsluta tidningsutgivningen efter ohållbara distributionsavtal.
- 1984–1992/1993: Epix – Blandning av olika typer av serier. Förlagets flaggskepp.
- 1984–1993: Pox – Mycket mer vågad än Epix, drog på sig ett åtal men blev frikänd. Horst Schröders personliga favorit.
- 1986–1990: Tung Metall – Mest science fiction-serier. Baserad på franska Métal Hurlant.
- 1986–1987, 1990–1991: MAXX – Blandade actionserier.
- 1986–1987: Elixir – Blandade satiriska serier. Svenska bidrag förekom.
- 1987–1988: Casablanca – Blandade äventyrsserier.
- 1988–1992: Samurai – Samuraj-manga.
- 1988–1991: Brök! – Skämttidning.
- 1991–1992: 2000+ – Efterföljare till Tung Metall. Blandade science fiction-, fantasy- och äventyrs-serier.
- 1991–1992: Cobra – Action-manga.
- 1991–1992: Usagi Yojimbo – Usagi Yojimbo med flera fabeldjursserier.
- 1991–1992: Inferno – Skräck, tagna från DC:s Vertigo-etikett.
- 1991–1992: Velvet – Erotik.
- 1992: L.E.G.I.O.N. & Lobo – Superhjältar, med övervåldsparodin Lobo i spetsen.
- 1992: Batman – Batman med flera superhjältar.
- 1992: Super-Team (Stålmannen och Läderlappen) – Superhjältar.
- 1992: Spock – Star Trek.

## Albumutgivning
De olika Epix-förlagen har även givit ut en stor samling av seriealbum. Under perioden som RSR Epix (1984–93) gavs de främst ut som del av någon av nedanstående albumkollektioner/albumtidningar:
- Pox Special
- Studio Epix
- Brök!
- Casablanca
- Kaninpocket
- Känguru
- Lotus
- Parodi
- Pyramid
- Stars & Strips
- Tungmetall presenterar
- Turtle Action
- Velvet/Topas